# ペレフ
ペレフ（Pereh）は、イスラエルのラファエル・アドバンスド・ディフェンス・システムズにより開発され、イスラエル国防軍によって運用されている自走式ミサイルランチャーである。"ペレフ"はヘブライ語でローマ帝国時代の投石器 "オナガー" を意味する。
開発自体は1980年代頃より行われていたがその存在は極秘とされ、2015年6月になり全容が公開された。

## 概要
ペレフは旧式化したマガフ5（M48A5）の車体に新規設計された大型の砲塔を搭載し、砲塔内に12基のタンムーズ(ヘブライ語:תַּמּוּז, 英語:Tammuz)ミサイルランチャーを搭載している。12基のランチャーは砲塔後部に納められ、移動時には収納されており発射時に上方に展開される方式となっている。ミサイルは砲塔後部から再装填可能である。砲塔前部には装甲および発煙弾発射機、そして本車を通常の戦車と誤認させるためのダミーの砲身が取り付けられている。車体前部にはブレイザー ERAが装着され、履帯や起動輪はメルカバ主力戦車と共通の物になり、またマガフ7やマガフ6B GAL BATASHに見られるようなサイドスカートが装着されている。
ペレフの装備するタンムーズは基本的には打ち放し能力を持った対戦車ミサイルであるが、射程16kmから25kmという、通常の対戦車ミサイルに比較し非常に長い射程を持つ。このため、精密射撃の可能な自走砲・自走ロケット砲のような運用方法が可能で、例えば敵の砲撃拠点に対する精密な反撃のような運用方法も可能である。
ペレフの開発は、1973年の第四次中東戦争でイスラエル軍の戦車部隊がエジプト軍のAT-3"サガー"対戦車ミサイルによって甚大な被害を受けた戦訓、および1982年の第一次レバノン戦争におけるシリア軍のT-72との戦闘経験に基づいている。開発自体は1980年代中頃に開始されたが、本車の存在が公表されたのは2011年になってからである。
ペレフは1990年代初期から実戦に投入されており、2006年の第二次レバノン戦争、2008年から2009年にかけてのガザ紛争でも使用された。この間もイスラエル軍はペレフの写真など、存在の証拠を全く表に出していなかった。ペレフの写真が初めて公表されたのは2014年の"プロテクティブ・エッジ"作戦（境界防衛作戦）で撮影されたものであった。
ペレフは2014年から2015年にかけて機密が解除され、2017年にペレフはイスラエル軍から退役した。

## 運用国
- イスラエル

## 画像

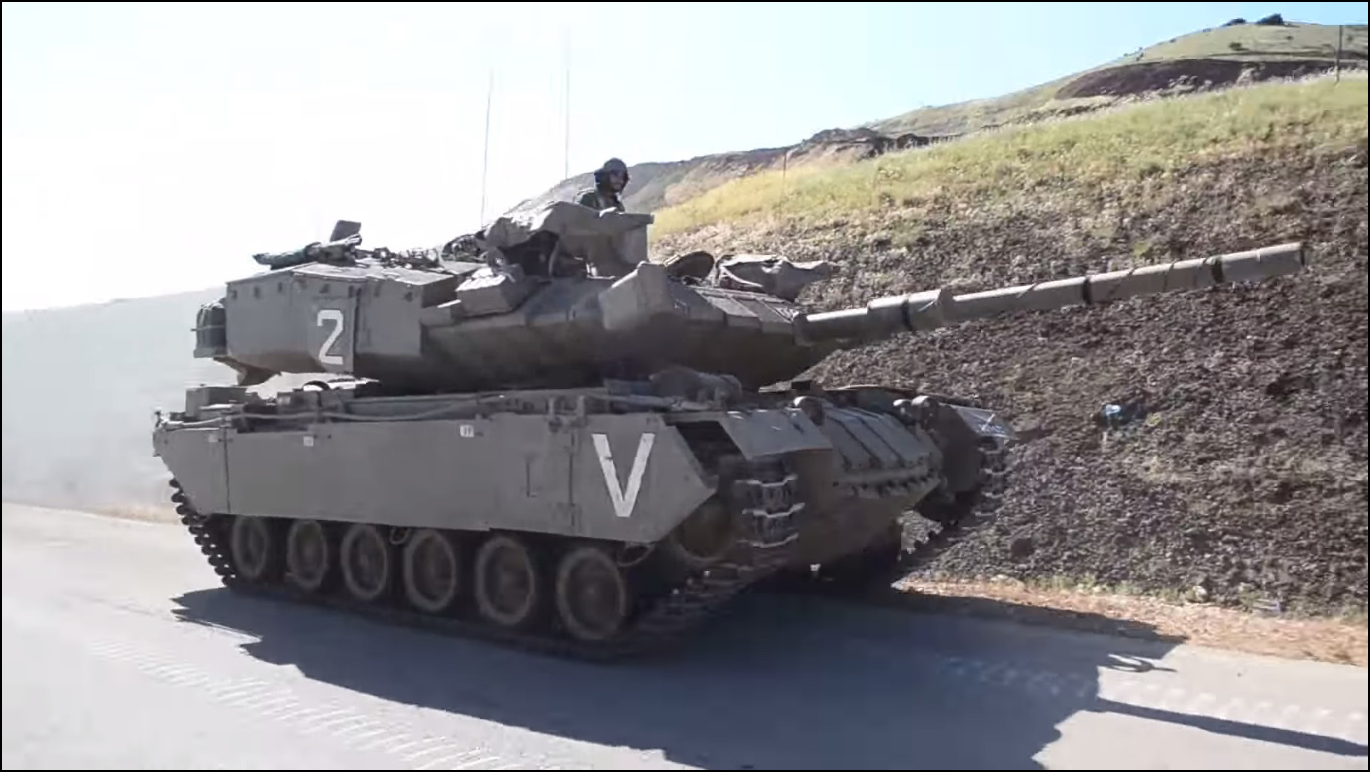
2015年9月に撮影されたペレフ。
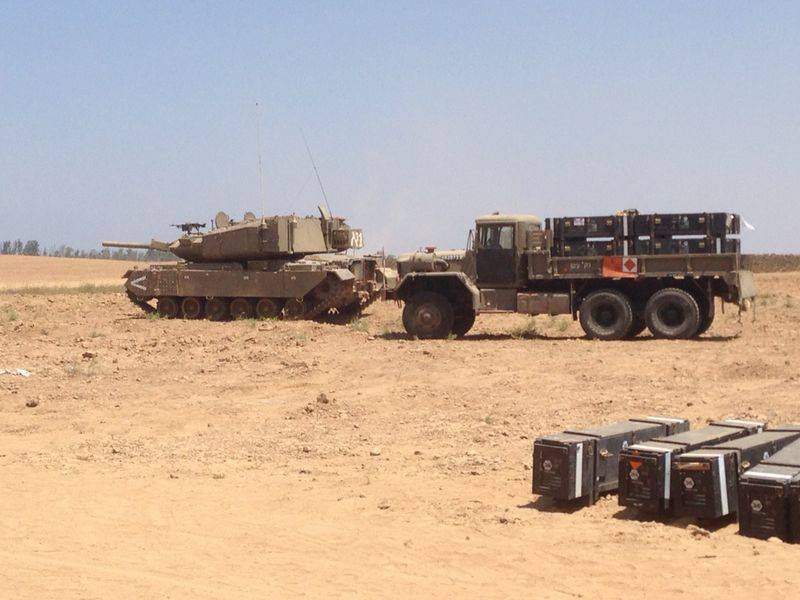
ガザ地区のロケット発射点への精密砲撃を行うペレフ。2014年、プロテクティブ・エッジ作戦。